# バズマザーズ
バズマザーズは、日本の3ピース・ロック・バンド。2011年結成。ナンバーガール直系のオルタナティブロックサウンドが特徴。場末ポップバンドを自称している。

## 来歴
2011年、ボーカルの山田がハヌマーンの解散に伴い自殺を考え故郷である北海道へ向かう際、現ベースの重松伸に声を掛けられパチンコに行ったところ、10万円勝ったことで上機嫌になりバズマザーズを結成。 名古屋のライブハウスで出会ったドラマーである内田と3人で活動を開始する。
2012年には1st Album『Disc Harassment』を自主レーベルHZL Recordより発売。
リリース後にウチダが技術不足を理由にドラマーからマネージャーに転身。以前からメンバーと親交のあった福岡" せんちょー" 大資が正式加入。マネージャーである内田もメンバーとする4人体制となり音源製作、ライブ活動を精力的に行う。
2013年には1st Mini Album『理詰＆ブルース』を自主レーベルHZL Recordより発売。ミニアルバムのリリースと同時に6月から47都道府県ツアー【グレイトフルレッドツアー】を行う。また京都二条nanoにて6月9日限定ワンマンライブ、7月に新宿JAMワンマンライブを行う。
MURO FES,2013初出演。
12月から47都道府県ツアーの集大成となる東京、名古屋、大阪、福岡の4都市ワンマンツアーを行う。ライブ会場限定シングル『ワイセツミー』を発売。
2014年にも京都二条nanoにて6月9日限定ワンマンライブを開催。7月には2nd Album『THE BUZZMOTHERS』を自主レーベルHZL Recordより発売。
MURO FES,2014出演。
ボロフェスタ2014初出演。
10月新宿JAMワンマンライブ開催。
11月から北海道、東京、名古屋、大阪、北九州の5 都市ワンマンツアーを行う。同月に配信限定シングル『爪/フールオンザビル'』を発売。
2016年4月26日、メンバー兼マネージャーであった内田が金銭の横領により脱退。7月6日には3人体制となって初のリリースであり、初のEPである『スクールカースト』をリリース。東名阪でリリースワンマンツアーを開催。
2018年7月4日、5th Album『ムスカイボリタンテス』をリリース。
11月29日、Vo./Gt.山田亮一の体調不良により活動休止。
2019年5月29日、山田亮一の活動再開に伴いバズマザーズも活動再開。
2023年7月7日、「Disc Harassment」「THE BUZZMOTHERS」のサブスク配信を開始。
2024年7月22日、メンバーの山田が大麻一袋を所持したとして、関東信越厚生局麻薬取締部に現行犯逮捕された。
2024年8月15日、出所。

## メンバー

### 現在
- 山田亮一（ボーカル、ギター）
- 重松伸（ベース）
- 福岡“せんちょー”大資（ドラム）

### 過去
- ウチダリョウ（ドラムス、マネージャー）

## ディスコグラフィー

### アルバム
|     | 発売日        | タイトル             | 規格品番  | 収録曲 | 備考                                              |
| --- | ------------- | -------------------- | --------- | --- | ------------------------------------------------- |
| 1st | 2012年12月5日 | Disc Harassment      | DQC-996   | 1. 革命にふさわしいファンファーレ 2. ハゼイロノマチ 3. ヤンキーズカーシンコペーション 4. ディレイアンダースタンド 5. カマイタチごっこ 6. 恋文は下駄箱の中 7. キャバレー・クラブ・ギミック 8. ゴーストワールド 9. さよなら三角またきて四角 | オリコンインディーランキングにて初登場9位を獲得。 |
| 2nd | 2014年11月5日 | THE BUZZMOTHERS      | DQC-1327  | 1. 東京デマイゴ 2. 故郷ノ空 3. スキャンティ・スティーラー 4. ステイン病 5. ワイセツミー 6. 軽蔑ヲ鳴ラセ 7. メロウイエロウの街の灯に 8. HEY BOY GOD LUCK                                                                                   | 初回限定盤にはボーナストラックが収録されている。  |
| 3rd | 2015年8月5日  | 怒鳴りたい日本語     | 257-LDKCD | 1. 怒鳴りたい日本語 2. スカートリフティング 3. 麻婆豆腐殺人事件 4. ユナ 5. レインマン 6. ハイエースの車窓から 7. 文系絶賛宿酔中 |                                                   |
| 4th | 2017年3月1日  | 普通中毒             | HZL-003   | 1. 時代をくれ 2. サンダーボルト 3. せっかちな人の為の簡易的な肯定 4. 月と鼈 5. ソナチネ 6. 傑作のジョーク 7. 吃音症 8. スクールカースト 9. 熱帯夜 10. 豚の貯金箱 11. ナイトクライヌードルベンダー                                         |                                                   |
| 5th | 2018年7月4日  | ムスカイボリタンテス | HZL-004   | 1. 敗北代理人 2. 変身 3. 仮想現実のマリア 4. 不幸中毒の女 5. ペダラーダモンキー 6. 恋のデーデン 7. ムスカイボリタンテス 8. Good bye My JAM 9. おやすみ、だいじょうぶ                                                                      |                                                   |

### シングル等
|                | 発売日         | タイトル                                                    | 規格品番 | 収録曲 | 備考                       |
| -------------- | -------------- | ----------------------------------------------------------- | -------- | --- | -------------------------- |
| 1st demo       |                |                                                             |          | 1. ヤンキーズカーシンコペーション 2. キャバレー・クラブ・ギミック 3. 雨に唄えば                                                                                  |                            |
| 1st Mini       | 2013年6月5日   | 理詰&ブルース                                               | DQC-1077 | 1. 心配事 2. ロックンロールイズレッド 3. サレンダー 4. 魔法使いの猿達へ 5. あの頃、モダンバレリーナと 6. 内田と打ち上げ抜け出さnight 7. 雨に唄えば 8. ドライデル | M1とM8はボーナストラック。 |
| ライブ会場限定 |                | ワイセツミー                                                |          | 1. ワイセツミー 2. ディレイアンダースタンド 3. 心が雨漏りする日には 4. バックステージ・ジャック・ガール                                                          |                            |
| 配信限定       | 2014年11月18日 | 爪                                                          |          | 1. 爪 |                            |
| 配信限定       | 2014年11月18日 | フールオンザヒル                                            |          | 1. フールオンザヒル |                            |
| 1st Single     | 2016年3月2日   | せっかちな人の為の簡易的な肯定/ナイトクライヌードルベンダー | HZL-001  | 1. せっかちな人の為の簡易的な肯定 2. ナイトクライヌードルベンダー                                                                                                |                            |
| 1st E.P        | 2016年7月6日   | スクールカースト                                            | HZL-002  | 1. スクールカースト 2. 文盲の女 3. おー新世界 4. ヤンキーズカーシンコペーション（再録） 5. キャバレークラブギミック（再録） 6. ハゼイロノマチ（再録）            |                            |